# Bruno Pezzey
Bruno Pezzey (Lauterach, 3 febbraio 1955 – Innsbruck, 31 dicembre 1994) è stato un calciatore austriaco, nel ruolo di difensore.

## Carriera

### Club
Utilizzato come stopper, giocò nel Wacker Innsbruck e in Germania nell'Eintracht Francoforte così come nel Werder Brema. Fece parte della Nazionale del suo Paese che affrontò i mondiali del 1978 e del 1982.

### Nazionale
Segnò nel 1982 il primo gol della sua Nazionale nel 2-2 contro l'Irlanda del Nord a Madrid nella seconda fase della manifestazione. Con 84 presenze è uno dei giocatori più presenti nella storia della nazionale austriaca.
Fu inoltre tra i convocati della Selezione Europea nella gara ufficiale della nazionale italiana del 25 febbraio 1981 allo Stadio Olimpico di Roma, il 383º incontro disputato dagli azzurri, organizzata per raccogliere fondi per le vittime del terremoto dell'Irpinia: la gara si concluse con la vittoria per 3-0 della Selezione Europea e vi giocò l'intera gara.

## Morte
Pezzey morì per un infarto occorsogli mentre partecipava ad una partita di hockey su ghiaccio.

## Palmarès

### Competizioni nazionali
- Campionato austriaco: 4

Wacker Innsbruck: 1974-1975, 1976-1977
Swarovski Tirol: 1988-1989, 1989-1990
- Coppa d'Austria: 3

Wacker Innsbruck: 1974-1975, 1977-1978
Swarovski Tirol: 1988-1989
- Coppa di Germania: 1

E. Francoforte: 1980-1981

### Competizioni internazionali
- Coppa Mitropa: 2

Wacker Innsbruck: 1975, 1975-1976
- Coppa UEFA: 1

E. Francoforte: 1979-1980